# Rémy Cabella
Rémy Cabella (Ajaccio, 1990. március 8. –) francia válogatott labdarúgó, az Olimbiakósz középpályása.

## Sikerei, díjai
Montpellier
- Francia bajnok (1): 2011–2012